# Układ Clapeyrona
Układ Clapeyrona – układ mechaniczny spełniający następujące warunki:
- materiał jest liniowo-sprężysty (istnieje liniowa zależność pomiędzy działającym obciążeniem, a wywołanym przez nie przemieszczeniem);
- w trakcie odkształcenia w układzie nie występują nowe punkty podparcia;
- nie ma naprężeń i odkształceń wstępnych oraz zmian temperatury.